# Decreto de Abertura dos Portos às Nações Amigas

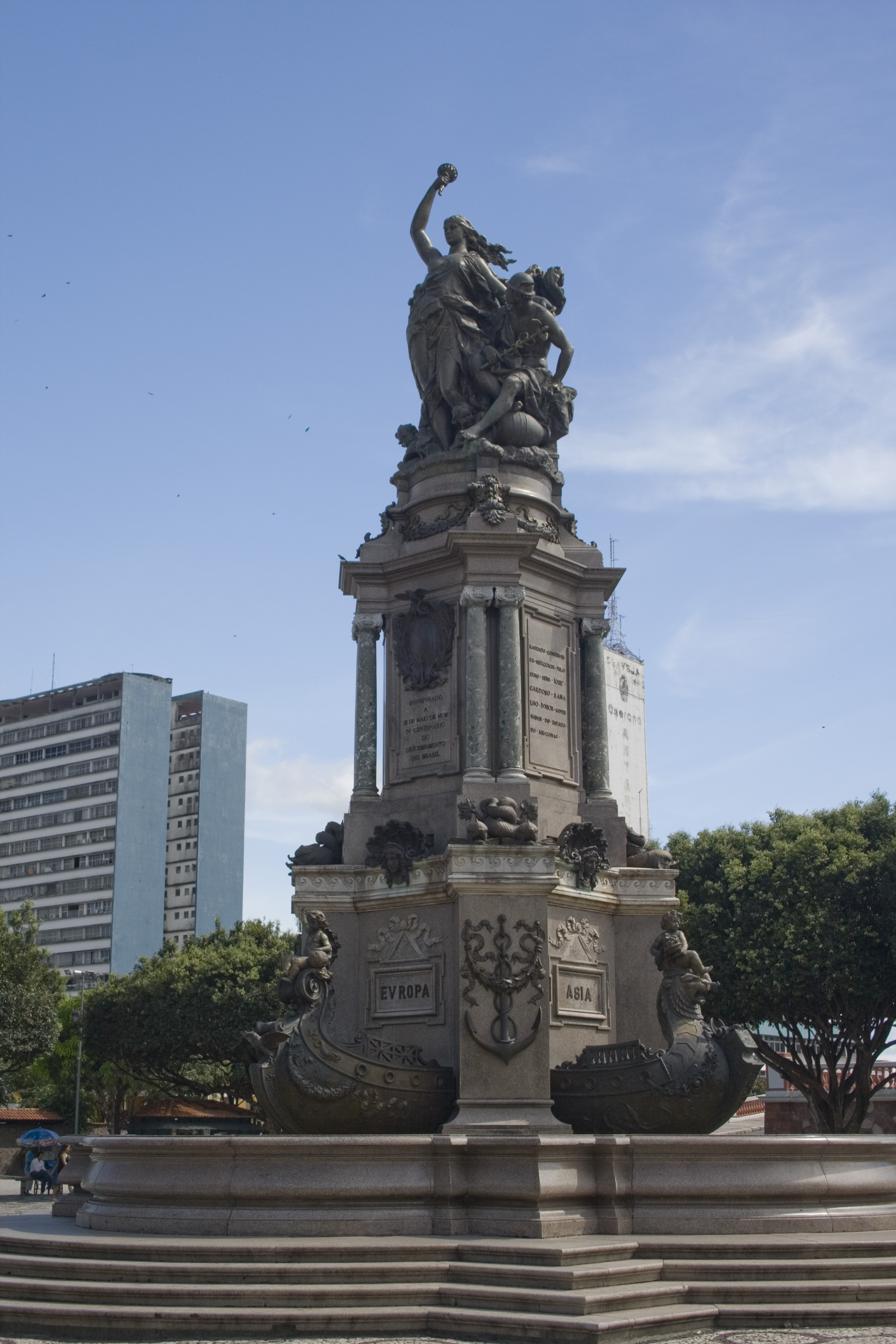
Monumento à Abertura dos Portos na Praça São Sebastião em Manaus.

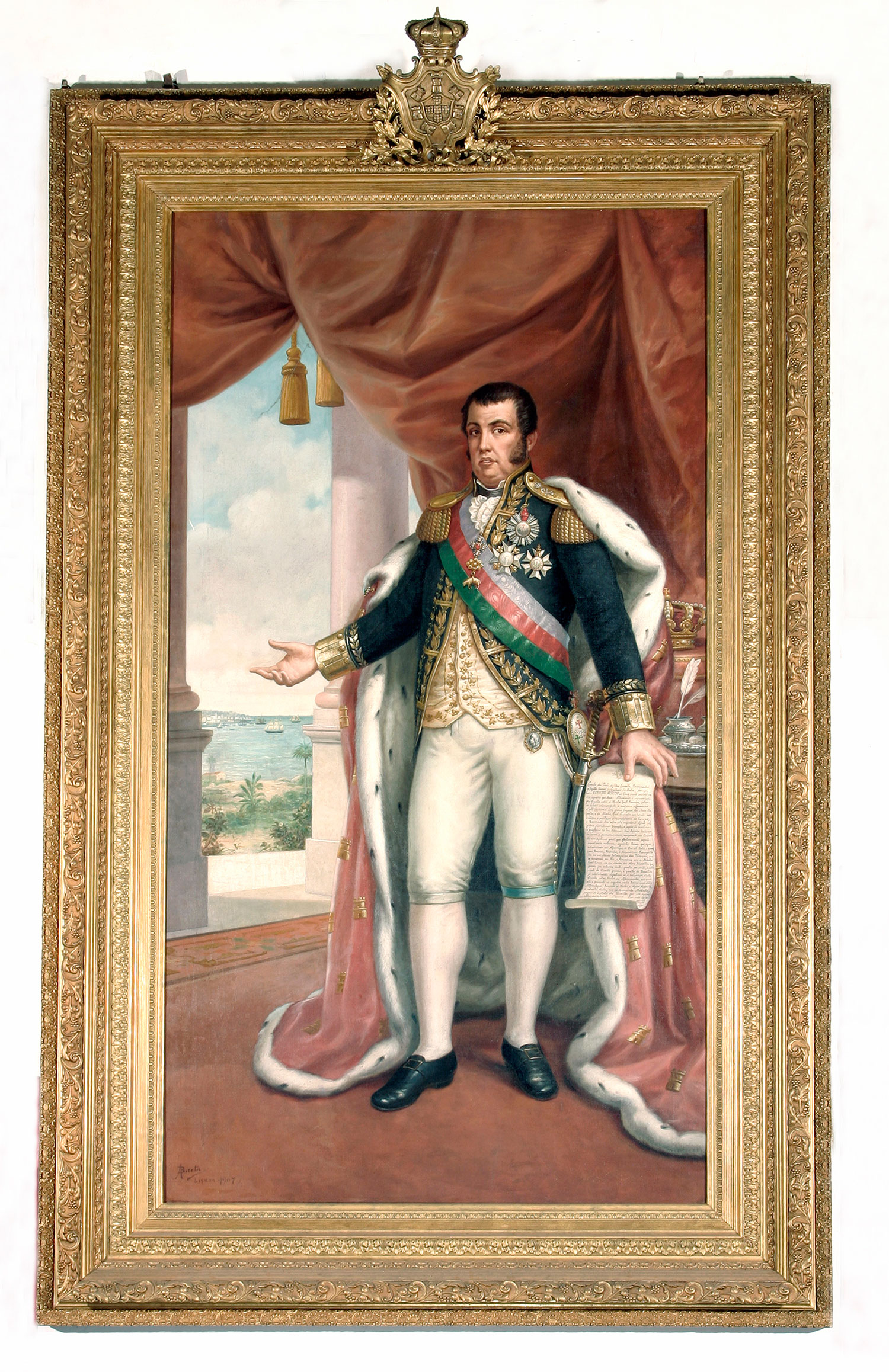
Dom João VI com o decreto da abertura dos portos em óleo pintado por A. Baeta na Associação Comercial da Bahia.

O Decreto de Abertura dos Portos às Nações Amigas foi uma carta régia promulgada pelo Príncipe-regente de Portugal Dom João de Bragança, no dia 28 de janeiro de 1808, em Salvador, na Capitania da Baía de Todos os Santos, no contexto da Guerra Peninsular. Foi a primeira Carta Régia promulgada pelo Príncipe-regente no Brasil, o que se deu apenas seis dias após sua chegada, com a família real e a nobreza portuguesa, em 22 de janeiro de 1808. Esse foi o primeiro passo do processo de Independência do Brasil.

## Disposição legal
Por esse diploma era autorizada a abertura dos portos do Brasil ao comércio com as nações amigas de Portugal, do que se beneficiou largamente o comércio britânico. Foi a primeira experiência liberal do mundo após a Revolução Industrial. Porém, ao contrário do que se generalizou, segundo Rubens Ricupero, em razão de erros de interpretação historiográfica, a abertura dos portos para todas as nações não foi ditada pelos ingleses. Ainda que a medida, na prática, tenha beneficiado o Reino Unido — devido à virtual inexistência de concorrentes enquanto durasse a guerra e o bloqueio dos portos na Europa —, o que os britânicos desejavam, e demandaram de Portugal, eram condições expressamente mais vantajosas para as naves com sua bandeira, conforme afirmou o encarregado de negócios do Reino Unido ao próprio Príncipe-Regente.
A carta marcou o fim do Pacto Colonial, ou "Exclusivo Metropolitano", sistema de comércio mercantil que na prática obrigava todos os produtos das colônias a passarem antes pelas alfândegas da metrópole. Ou seja, no caso específico da América Portuguesa, os demais países não podiam vender produtos para o Brasil, nem de lá importar matérias-primas diretamente, de modo que eram forçados a fazer seus negócios necessariamente com a metrópole. Calcula-se que, no início do século XIX, cerca de 2/3 das exportações portuguesas eram, na verdade, reexportações de produtos brasileiros.
Diante da crescente ameaça da França Napoleônica, e uma vez feita a escolha pelo velho de transmigração da corte, a família real portuguesa necessitou da escolta britânica para empreender a travessia interoceânica até o Brasil. Em uma escala alegadamente imprevista na Bahia, devido a tormentas na altura da Ilha da Madeira que lhe dispersaram a frota, D. João ouviu as súplicas de dois membros da alta burocracia em Salvador. Um deles era José da Silva Lisboa, baiano formado em Coimbra, pioneiro na divulgação do pensamento de Adam Smith no mundo lusófono e autor do primeiro livro de economia em língua portuguesa — "Princípios de Economia Política", publicado em Lisboa em 1804 (haja vista que a palavra impressa, até a chegada da Família Real, era proibida no Brasil). O segundo era o governador da Bahia, Conde da Ponte, que relatou ao regente as condições desesperadoras em que se encontrava a região devido à guerra — e também ao Exclusivo: os armazéns do porto se achavam abarrotados do fumo e do açúcar da última safra, o escoamento impossibilitado pela invasão francesa a Portugal. Em representação expedida a D. João implorava que "se levante o embargo sobre a saída livre dos navios, pala portos que lhes indicarem mais vantajosas suas especulações". Este decreto precedeu o Tratado de Comércio e Navegação. As súplicas parecem ter surtido efeito. A carta régia em resposta à representação submetida pelo Conde da Ponte é o próprio decreto que determina a abertura de todos os portos brasileiros, sem exceção, à importação de toda e qualquer mercadoria estrangeira (taxadas uniformemente em 24% para mercadorias secas e em 48% para bebidas alcoólicas) e à exportação de qualquer produto da terra, à exceção do pau-brasil, em navios dos países amigos de Portugal. A partir de então, passava a ser possível o comércio direto dos produtos brasileiros.

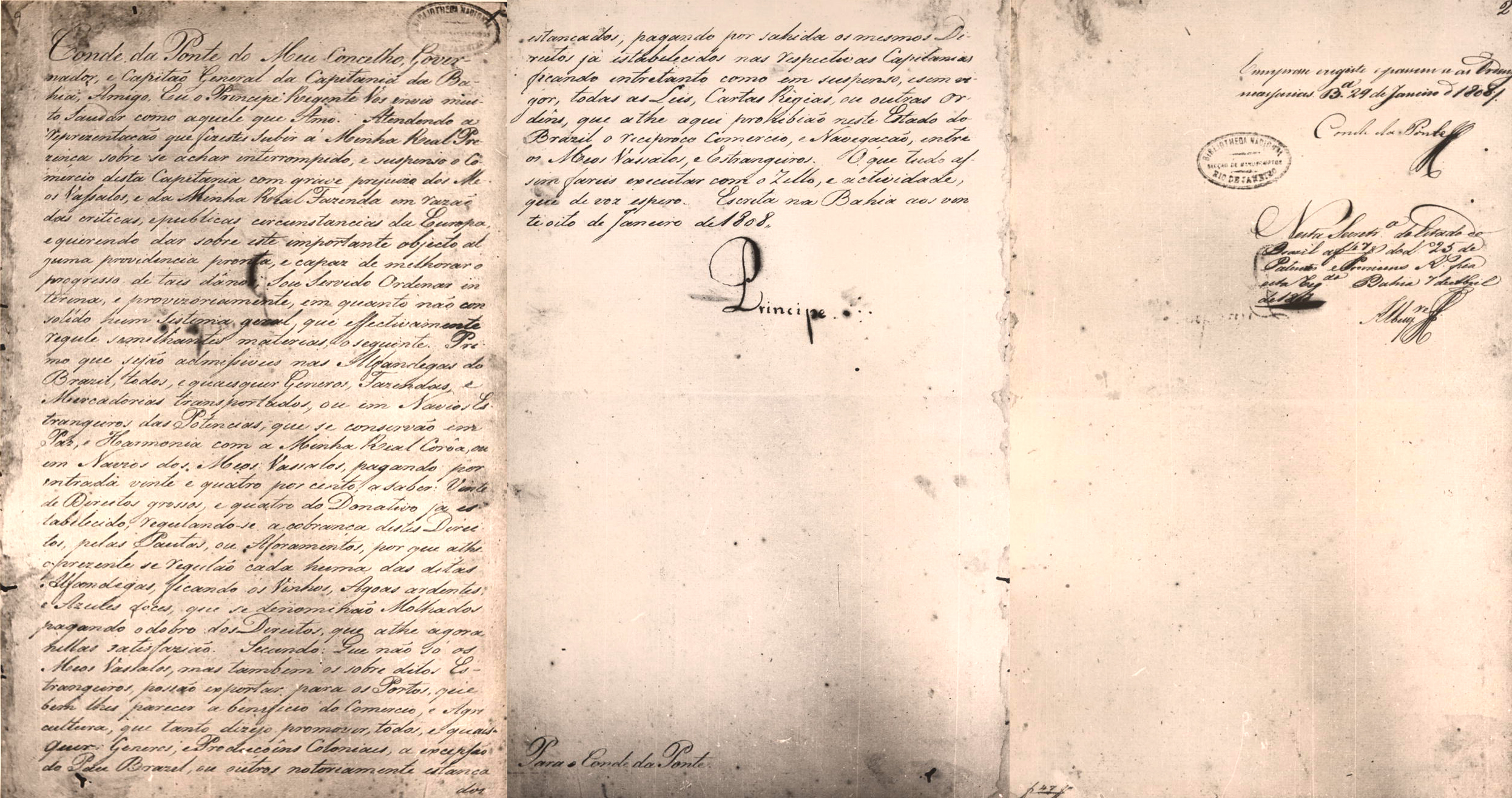
O original da carta régia